# Aleksandr Aseledchenko
Aleksandr Aseledchenko (né le 18 octobre 1973) est un athlète russe, spécialiste du triple saut.

## Biographie
Il remporte la médaille de bronze du triple saut lors des Championnats du monde en salle, à Paris-Bercy, devancé par les Cubains Yoel García et Aliecer Urrutia. Il établit à cette occasion la meilleure performance de sa carrière en salle avec un saut à 17,22 m . 

### Palmarès
| Date | Compétition                    | Lieu      | Résultat | Épreuve     | Marque  |
| ---- | ------------------------------ | --------- | -------- | ----------- | ------- |
| 1996 | Championnats d'Europe en salle | Stockholm | 4e       | Triple saut | 16,70 m |
| 1997 | Championnats du monde en salle | Paris     | 3e       | Triple saut | 17,22 m |

### Records
| Épreuve     | Épreuve   | Performance | Lieu  | Date           |
| ----------- | --------- | ----------- | ----- | -------------- |
| Triple saut | Plein air | 17,29 m     | Tula  | 9 juillet 1997 |
| Triple saut | Salle     | 17,22 m     | Paris | 9 mars 1997    |